# Mark Mulder
Pour les articles homonymes, voir Mulder.
Mark Alan Mulder (né le 5 août 1977 à South Holland, Illinois, États-Unis) est un lanceur gaucher de baseball qui évolue en Ligues majeures de 2000 à 2008. 
Il évolue pour les Athletics d'Oakland, qu'il représente deux fois au match des étoiles, de 2000 à 2004, puis pour les Cardinals de Saint-Louis, avec qui il remporte la Série mondiale 2006.

## Carrière

### Athletics d'Oakland
Mark Mulder, un grand lanceur gaucher d'un 1 mètre 98 (6 pieds et 6 pouces), est d'abord repêché par les Tigers de Détroit au 55e tour de sélection en 1995, mais il repousse l'offre pour rejoindre les Spartans de l'Université d'État du Michigan. En 1998, il devient le choix de première ronde des Athletics d'Oakland et le 2e joueur sélectionné au total par un club du baseball majeur après Pat Burrell, le premier choix des Phillies de Philadelphie.

#### Saison 2000
Mulder fait ses débuts dans le baseball majeur avec Oakland le 18 avril 2000. Le lanceur partant amorce 27 parties des A's à sa saison recrue, remportant 9 victoires contre 10 défaites. Mais sa moyenne de points mérités est plutôt élevée : elle se chiffre à 5,44 en 154 manches lancées. Les choses changent rapidement, puisqu'il est l'un des meilleurs lanceurs du baseball la saison suivante.

#### Saison 2001
En 2001, Mulder contribue à la belle saison de 102 victoires des A's en menant la Ligue américaine avec 21 victoires contre 8 défaites en 34 départs. Il abaisse sa moyenne de points mérités à 3,45 en 229 manches et un tiers au monticule. Dans les majeures, seuls Curt Schilling avec Diamondbacks de l'Arizona et Matt Morris avec Saint-Louis remportent un match de plus que lui. Il est premier des majeures cette saison-là avec 4 blanchissages et second pour les matchs complets avec 6. Il prend le 2e rang du vote de fin d'année déterminant le gagnant du trophée Cy Young du meilleur lanceur de la Ligue américaine, remis à Roger Clemens et termine même au 13e rang du vote désignant le joueur par excellence de la saison. À ses premières séries éliminatoires, il maintient une moyenne de points mérités de 2,45 en deux départs dans la Série de divisions contre les Yankees de New York. Les A's lui confient la balle en ouverture de la série et il remporte la victoire devant Roger Clemens. Mais il est victime de 4 points, dont 2 mérités, en 4 manches et deux tiers lancées dans le dernier match, encaissant la défaite qui élimine les A's. 

#### Saison 2002
En 2002, Mulder présente des statistiques à peu près identiques à celle de la saison précédente mais n'apparaît pas au rang des finalistes pour le trophée Cy Young. En 30 départs, sa moyenne de points mérités s'élève à 3,47 en 207 manches et un tiers. Il gagne 19 parties et encaisse 7 défaites, mais ne complète que deux matchs et réussit un blanchissage. C'est en 2002 qu'il réussit son record personnel de retraits sur des prises avec 159, six de plus qu'en 2001. En séries d'après-saison, Oakland est opposé aux Twins du Minnesota au premier tour mais subit une fois de plus l'élimination. Lanceur gagnant du 2e match de la série, Mulder est une fois de plus le partant des A's pour le duel ultime qui met fin à la série. Il n'accorde que deux points en 9 manches lancées mais encaisse la défaite, son opposant, le partant Brad Radke des Twins, ne donnant qu'un point à Oakland. La moyenne de points mérités de Mulder est de 2,08 dans les 13 manches qu'il lance dans cette série, avec 12 retraits sur des prises.

#### Saison 2003
En 2003, il honore la première de deux sélections au match des étoiles. Il est co-meneur des Ligues majeures pour les matchs complets (9) et les blanchissages (2). Gagnant de 15 parties contre 9 défaites en 26 départs, il présente sa meilleure moyenne de points mérités en une saison. Celle-ci se chiffre à 3,13 en 186 manches et deux tiers au monticule.

#### Saison 2004
En 2004, sa moyenne de points mérités fait un bond et atteint 4,43 en 225 manches et deux tiers lancées lors de 33 départs. Il remporte 17 matchs contre 8 défaites et une fois de plus atteint la 9e manche dans plusieurs de ses sorties. Il mène la Ligue américaine avec 5 matchs complets, seul Liván Hernández (9 matchs complets) des Expos de Montréal de la Ligue nationale en réussissant plus que lui dans les majeures. À la mi-saison, Mulder honore sa seconde sélection à la partie d'étoiles

### Cardinals de Saint-Louis
Le 18 décembre 2004, les A's d'Oakland échangent Mark Mulder aux Cardinals de Saint-Louis contre le lanceur partant droitier Dan Haren, le joueur de premier but Daric Barton et le lanceur de relève droitier Kiko Calero. 

#### Saison 2005
Mulder poursuit sur sa lancée en 2005, sa première saison à Saint-Louis. Au sein d'une brillante rotation de lanceurs partants complétée par Chris Carpenter, Jeff Suppan, Matt Morris et Jason Marquis, il cumule 205 manches de travail et affiche une moyenne de points mérités de 3,64 en 32 départs. Il mérite 16 victoires contre 8 revers, avec trois matchs complets dont deux blanchissages. Les Cardinals écartent facilement les Padres de San Diego au premier tour éliminatoire et Mulder est le gagnant de la seconde partie, où il n'alloue qu'un point en 6 manches et deux tiers. Le parcours de Saint-Louis se termine par l'élimination face aux Astros de Houston en Série de championnat. Mulder est battu deux fois par le partant Roy Oswalt des Astros et termine cette série avec deux défaites et une moyenne de 3,09 en 11 manches et deux tiers sur la butte.

#### Saison 2006 à 2008 et retraite
Les blessures déraillent ensuite la carrière de Mark Mulder. Après un bon départ à la saison 2006, ses ennuis commencent et il se retrouve sur la liste des joueurs blessés pour des douleurs à l'épaule. Pour la première fois depuis sa première saison dans les majeures, sa fiche victoires-défaites (6-7) est négative et en 93 manches et un tiers lancées lors de 17 départs, sa moyenne de points mérités s'est élevée à 7,14. Il éprouve des difficultés à son retour en septembre 2006 après une opération à la coiffe des rotateurs. Il est laissé de côté pour les éliminatoires et assiste du banc des joueurs au triomphe des Cardinals sur les Tigers de Détroit en Série mondiale 2006.
Il doit subir une autre opération à l'épaule à la fin 2007, après n'avoir amorcé que 3 matchs des Cardinals durant l'année. Il doit mettre un terme à sa carrière après avoir effectué un départ et deux sorties en relève pour Saint-Louis en 2008. Il annonce sa retraite sportive en juin 2010, près de deux ans après son dernier match disputé le 9 juillet 2008.

### Tentative de retour au jeu
À l'automne 2013, Mark Mulder, âgé de 36 ans, tente un retour au jeu et suscite l'intérêt de quelques clubs. En janvier 2014, il signe un contrat des ligues mineures avec les Angels de Los Angeles, qui l'invitent à leur entraînement de printemps. Dès le début du camp, il se blesse au tendon d'Achille, ce qui porte un sérieux coup à ses espoirs de lancer pour les Angels en 2014. Il est libéré de son contrat par les Angels le 11 mars 2014. En février 2015, il confirme qu'il ne tentera pas de nouveau retour.